# Athlostola
Athlostola é um gênero de mariposa pertencente à família Acrolepiidae.